# Нильтавы
Нильтавы (лат. Niltava) — род воробьиных птиц из семейства мухоловковых. Представители рода распространены в Азии.

## Виды
В состав рода включают 7 видов:
- Niltava davidi La Touche, 1907 — Нильтава Давида
- Niltava grandis (Blyth, 1842) — Большая нильтава
- Niltava macgrigoriae (Burton, 1836) — Малая нильтава
- Niltava oatesi Salvadori, 1887
- Niltava sumatrana Salvadori, 1879 — Суматранская нильтава
- Niltava sundara Hodgson, 1837 — Краснобрюхая нильтава
- Niltava vivida (Swinhoe, 1864) — Нильтава Свайна